# Baseodiscus cingulatus
Baseodiscus cingulatus är en djurart som tillhör fylumet slemmaskar, och som först beskrevs av Ernest F. Coe 1906.  Baseodiscus cingulatus ingår i släktet Baseodiscus och familjen Valenciniidae. Inga underarter finns listade i Catalogue of Life.